# Vladis Karvelis
Vladis Karvelis, litovski general, * 1902, † 1980.